# Grzyby kortycjoidalne

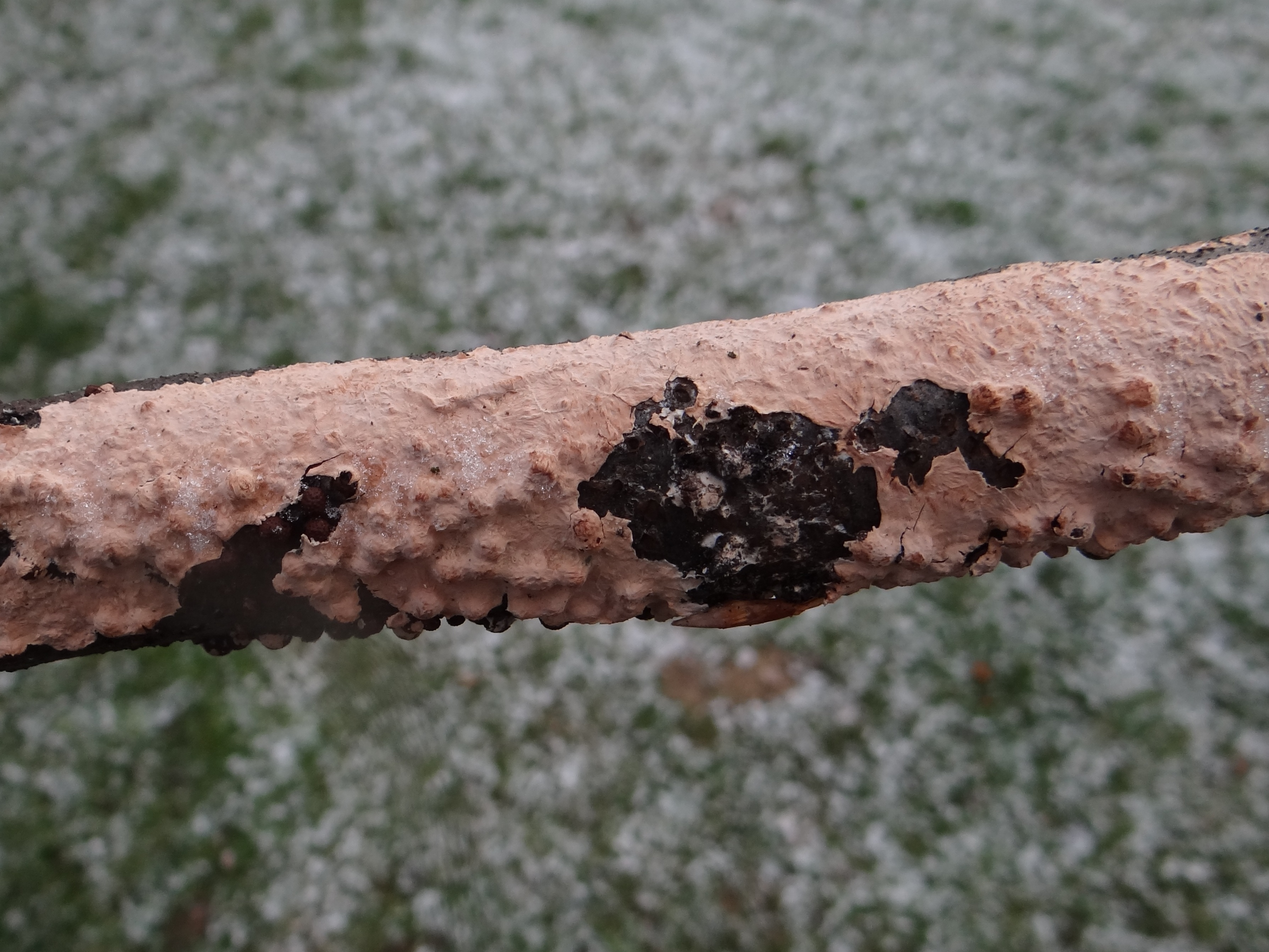
Powłocznica wierzbowa

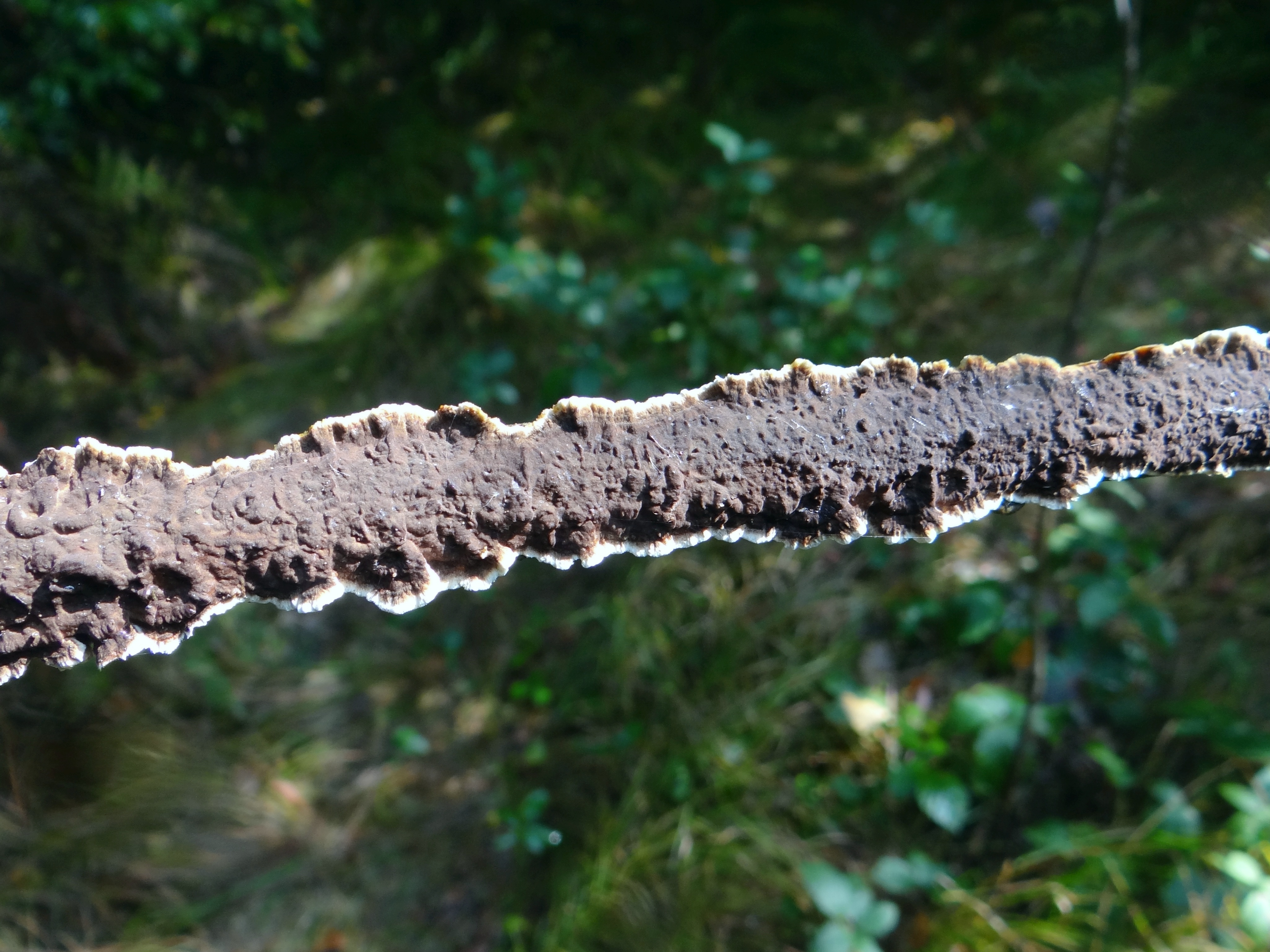
Skórowiec fioletowawy

Grzyby kortycjoidalne (ang. corticioid fungi) – nieformalna morfologiczno-biologiczna grupa grzybów wytwarzających owocniki rozpostarte (resuspinowate) lub rozpostarto-odgięte, rzadko siedzące. Należą do bezblaszkowców, mają jednokomórkowe podstawki i różnorodne hymenofory, od gładkiego do raduloidalnego i siateczkowatego, ale z wyłączeniem typów poroidalnych i blaszkowatych. Obszerną listę grzybów kortycjoidalnych (wówczas kompletną) przedstawił Kurt Hjortstam w 1988 r., później inni mykolodzy dopisywali jeszcze do niej niektóre gatunki. Naliczono około 250 rodzajów i 1800 gatunków grzybów kortycjoidalnych należących do rzędów Agaricales, Atheliales, Boletales, Cantharellales, Corticiales, Gomphales, Gloeophyllales, Hymenochaetales, Polyporales, Russulales, Thelephorales i Trechisporales. Wszystkie należą do podstawczaków.
Do grzybów kortycjoidalnych należą zarówno gatunki będące saprotrofami i pasożytami, jak i grzyby mykoryzowe, np. Amphinema, Byssoporia, Tomentella, Pseudotomentella, Tomentellopsis, Tylospora, czy niektóre Sistostrema. Mają różną konsystencję, mogą tworzyć owocniki watowate, pajęczynowate, mięsiste, skórzaste, chrząstkowate, korkowate, skorupiaste i zdrewniałe. Dość często są to owocniki rozproszone, tzn. składające się z oddzielnych płatów. Wielkość owocników może wahać się od kilku mm do kilku metrów (np. rozpostarte owocniki na pniu wielkich drzew). Ich hymenofor może być gładki, chropowaty, rurkowaty, lub w postaci niskich fałd, listewek, żyłek, brodawek, albo kolców. Morfologicznie wiele gatunków grzybów korycjoinadlnych jest podobne, cechuje je jednak duże zróżnicowanie w budowie mikroskopowej strzępek, podstawek, cystyd i innych elementów mikroskopowych, które pełnią często ważną rolę przy oznaczaniu gatunków. Charakterystyczną cechą grzybów kortycjoidalnych jest występowanie u niektórych gatunków dendrohyfid, które czasami tworzą katahymenium.
Nazwa grzyby kortycjoidalne pochodzi od słowa cortex oznaczającego korę. Czasami nazywane bywają także grzybami powłocznikopodobnymi lub powłocznikokształtnymi. Należą do grupy grzybów afylloforoidalnych. Są wśród nich zarówno gatunki o bazydiokarpach jednorocznych, jak i wieloletnich (tzw. huby). Są jednymi z głównych gatunków grzybów rozwijających się na martwym drewnie w lesie. W czasie badań mykologicznych w Kaszubskim Parku Krajobrazowym (KPK) stwierdzono 77 gatunków tych grzybów rozwijających się na buku, a na drewnie sosny pospolitej w zaawansowanym stopniu rozkładu oprócz pospolitych gatunków znaleziono wiele rzadkich gatunków grzybów kortycjoidalnych: Amylocorticium cebennense, Aphanobasidium subnitens, Ceraceomyces microsporus, Ceratomyces tessulatus, Ceratomyces violascens, Globulicium hiemale, Hyphodontia alutaria, Kneiffiella subalutacea, Peniophorella tsugae i Trechispora subsphaerospora.
Charakterystyczną cechą tej grupy grzybów jest rozwój owocników przez cały rok, z wyjątkiem okresów przymrozków. W czasie badań mykologicznych w KPK w zimie 2007/2008 r. w grudniu znaleziono 77 gatunków, a w lutym 93 gatunki rozwijające się głównie na dolnej stronie leżących na ziemi pni i grubszych gałęzi.
Do 2002 r. liczba poznanych taksonów (gatunków i odmian) grzybów kortycjoidalnych na terenie Polski wynosiła 324, do 2015 r. znaleziono jeszcze 115 nowych gatunków, tak, że łączna liczba wyniosła 439 taksony. Nie jest to jednak liczba ostateczna, mykobiota Polski nie jest bowiem jeszcze do końca przebadana i należy spodziewać się nowych znalezisk, zwłaszcza w grupie grzybów kortycjoidalnych, klawarioidalnych, cyfeloidalnych i hydnoidalnych o niewielkich owocnikach.
Grzyby kortycjoidalne mają duże znaczenie w przyrodzie i gospodarce człowieka. Rozwijając się na drewnie, w zależności od gatunku grzyba, powodują dwa rodzaje jego [Zgnilizny drewna|zgnilizn]]; białą zgniliznę drewna i brunatną zgniliznę drewna.